# Павлоградська агломерація
Павлоградська агломерація — агломерація з центром у місті Павлоград. Простягається вздовж річки Самара і Вовча. Головні чинники створення і існування агломерації: вугледобувний басейн «Західний Донбас», перепуття транспортних шляхів, близькість центрів гірничої, металургійної і машинобудівної промисловості. Центр розвиненого сільськогосподарського району.
Дніпровський міжнародний аеропорт.
Складається
- з міст: Павлоград, Тернівка, Шахтарське.
- з районів: Павлоградський район, Синельниківський район.

- Чисельність населення — 299,94 тис. осіб.